# 念仏平和主義
念仏平和主義（ねんぶつへいわしゅぎ）とは、あたかも念仏のごとく「平和、平和」と唱えていれば平和になると信じる戦後日本の風潮を皮肉った言葉である。
歴史作家司馬遼太郎が新聞のコラムの中で用いた造語とされる。
主に、非武装中立論を提唱する論者に対してこの言葉が使われる。